# Este-ház
Az Este-ház itáliai eredetű nemesi család, az egyik leghosszabb életű európai dinasztia, amely Itália és a Német-római Birodalom egyes területeit kormányozta. Első képviselői az Obertenghiak leszármazottai voltak, míg a legfiatalabb ág a Habsburg–Estei ág. Ez utóbbi, amely 1875-ben V. Ferenc modenai herceg halálával vérvonal szerint kihalt, öröklés és az új dinasztiateremtés révén jutott el napjainkig.

## A név eredete
Nevük Este venetói városhoz kötődik, amely a 11. század óta a család birtokában lévő területek közé tartozott. II. Alberto Azzo d'Este márki 1073-ban oda helyezte át udvarát, amely egészen 1242-ig maradt ott, s amikor VII. Azzo d'Este, miután legyőzte III. Ezzelino da Romanót, a családot Ferrarába költöztette. Abba a városba, amelyet akkor Estensének hívtak, ahová a család a 12. század végén érkezett, hogy kiterjessze befolyási övezetét a Veneto régióra.

## Története

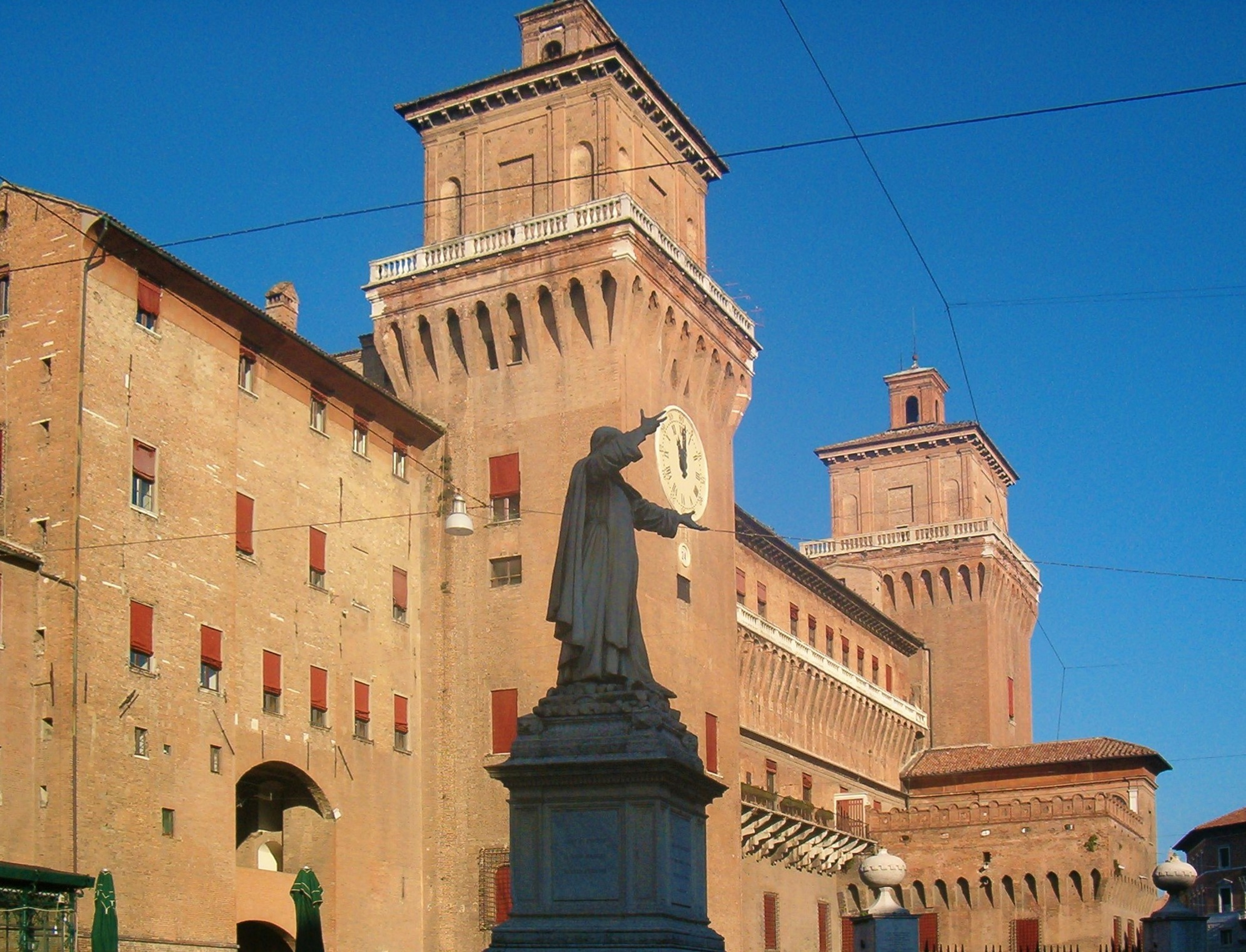
Az Este-kastély és Girolamo Savonarola emlékműve, Ferrara

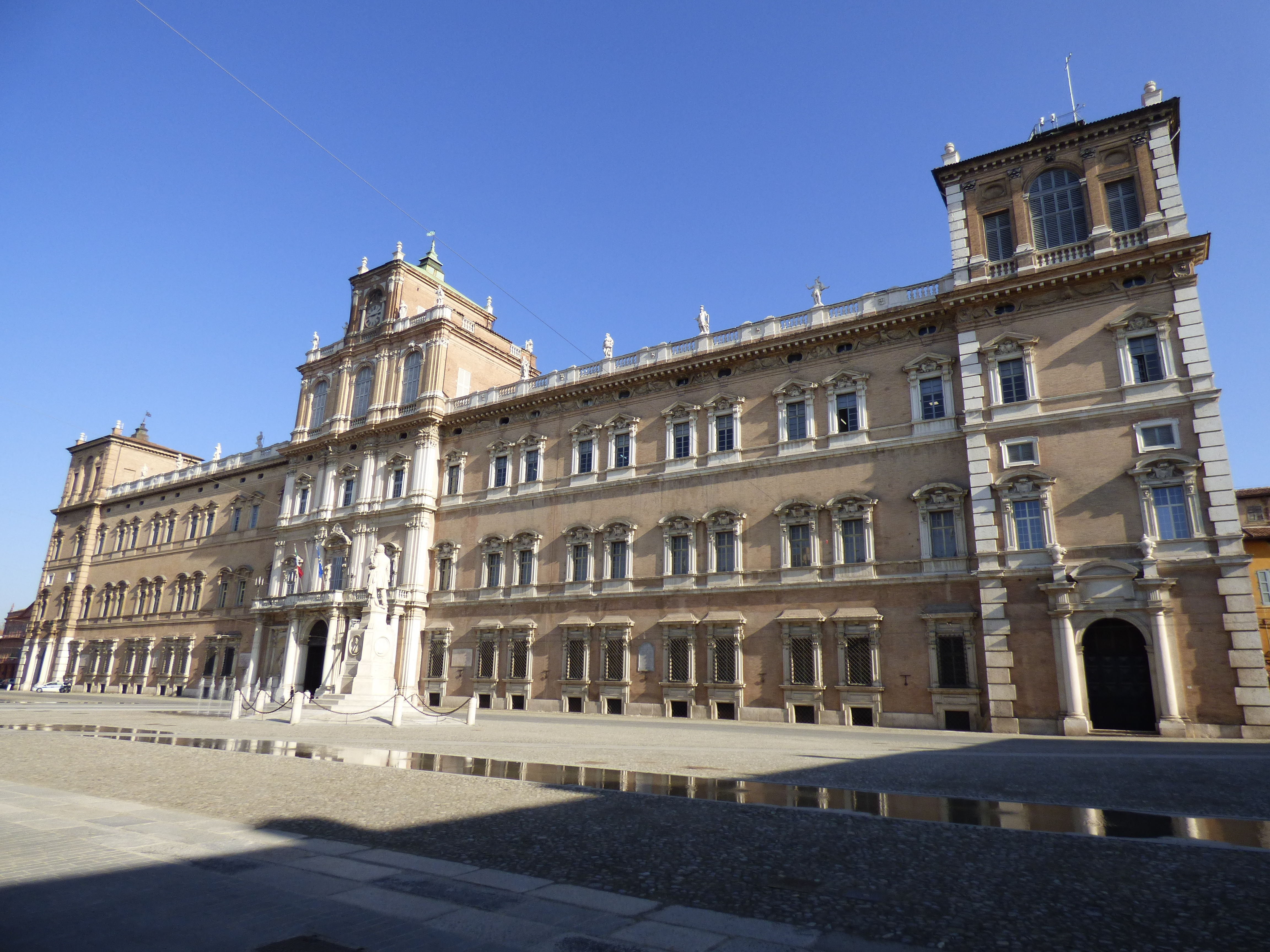
A modenai hercegi palota

A ház eredete a Karoling Birodalom idejébez, Nagy Károlyhoz köthető. Történetére két fontos kutatómunka világított rá: a német Gottfried Wilhelm Leibnizé és az olasz Ludovico Antonio Muratorié.
- Leibniz történésznek, a Hannover-házhoz tartozó Brunswick-Lüneburg hercegek nagy udvari tanácsadójának volt a feladata, hogy a ház eredetét az Estéktől vezesse le.[3] Ennek a kapcsolatnak a felfedezése, amely csak csekély mértékben hű a történelmi tényekhez, [4] lehetővé tette volna a hannoveriek számára, hogy megerősítsék igényüket a választófejedelem címére.[3] Leibniz felfedezte ezt az összefüggést, és döntő bizonyítékot talált 1690-ben, amikor felkereste a Badia Polesine-i Vangadizza apátság Este-sírjait. Itt megvizsgálta II. Alberto Azzo d'Este és felesége, Altdorfi Cunegonda[5] sírfeliratait (az Alte Welfen bajor ágának örököse, aki fivérével, III. Guelfo karintiai férfiággal kihalt), s meggyőződött a két család között fennálló dinasztikus kötelékről. Leibniz egy Augsburgban őrzött kéziratos dokumentum átvizsgálásával már megerősítette Alberto Azzo Este-házhoz való tartozását, akinek legidősebb fia és a pár egyetlen fia, IV. Guelfo d'Este 1070-ben Bajorország hercege lett. Ezzel a személlyel kezdődött a Welf-ház, amelyből egyenes vonalban a Brunswick-Lüneburg hercegek származnak.[5] Egy másik fia, I. Folco d'Este örökölte apja itáliai területeit, folytatva az Este-dinasztiát.[6]
- Muratori, akit Rinaldo d'Este levéltáros és könyvtáros szerepkörben felvett az Este-udvarba, később sokat dolgozott azokon a történelmi és jogi forrásokon, amelyek legitimálták a dínasztia jogait, annak eredetével. A tudós pontosan összekapcsolta a család eredeti származását a longobard származással.[7] I. Bonifác toszkánai bajor származású lombard herceg feudális ura volt, aki Nagy Károllyal együtt érkezett Itáliába. Fia, II. Bonifác Lucca grófja és hercege, valamint Korzika prefektusa volt.[8] A leszármazottak I. Adalberto, Ii. Adalberto, Guido és III. Adalberto voltak. I. Oberto szinte biztosan III. Adalberto fia volt, és tőle származott az Obertenghi család négy ága, köztük az Este-ház, még 1000 előtt.[9]

Az Este-ház igazi ősének tehát II. Alberto Azzo tekinthető, aki 1035 körül feleségül vette Altdorfi Cunegondát, II. altdorfi Guelfo lányát (a régi Welfen-dinasztiához tartozott, amely nem sokkal később kihalt). 
A ház felemelkedése Ferrara városában I. Obizzo d'Estének köszönhető. Az Este-család a márki címet viselte, örökölte az Obertenghitől, Észak-Olaszország kiterjedt területek uraitól, majd később a hercegekétől. Ez a hercegi beiktatás kettős volt, és Borso d'Estére utalt, akit 1452-ben III. Frigyes német-római császártól Modena és Reggio hercegének neveztek ki, 1471-ben pedig Ferrara első hercege lett II. Pál pápa beiktatásával Ferrara. akkoriban vazallusi kötelékek egyesítették a pápai állammal, Modena és Reggio Emilia pedig a császári hatalomtól függött, a Német-római Birodalom határain belül.
Uralmuk kiterjedt Frignanóra (1354), Garfagnanára (1429/1451), Carpira (1527), a Correggio-uradalomra (1636), Mirandola-hercegségre (1711), Novellara és Bagnolo (1737) és a Massa és Carrarai Hercegségre (1790).
II. Alfonso d'Estének nem voltak törvényes örökösei, és ez 1598-ban Ferrarának a pápai államhoz való átruházásához vezetett. A hercegséget ezután Modena és Reggio Emilia tartományokra redukálták, amelyek területileg szomszédosak, és Modena volt a fővárosuk 1796-ig. A terület ezután a Ciszpadániai Köztársaság, a Ciszalpin Köztársaság, az Itáliai Köztársaság és az Olasz Királyság része lett.
Az 1814-es helyreállítással a régi hercegség visszatért a kadét Habsburg–Estei ághoz, mivel III. Ercole d'Este lánya, Maria Beatrice d'Este férjhez ment Habsburg–Lotaringiai Ferdinánd Károly Antal főherceghez, Mária Terézia fiához. 1829-ben a Massa Hercegség és a Carrarai Hercegség, 1847-ben pedig a Guastalla Hercegség. A Modenai és Reggiói Hercegség végül megszűnt, miután 1859-ben a Szárd Királysághoz, majd az Olasz Királysághoz csatolták.

Itália általános felosztása 1000 körül

## A két fő ág eredete és leszármazása
Az Este-család a 10. század vége felé Milánó és Kelet-Liguria uralkodóitól, Obertenghitől, a Pallavicini, Cavalcabò és Malaspina családok pedig hasonló eredetűek. I. Oberto liguriai márki, Luni grófja és gróf nádor, császári helynök volt a négy család alapítója.
A 10. században élt toszkán Guido az egykori toszkán hercegek és márkik leszármazottja volt, II. Adalbert fia. Fiáról, III. Adalbertoról egy 1011-ből származó irat emlékezik meg márki címmel, amelyet csak azon tartományok uralkodóinak tulajdonítottak, amelyekre Itáliát felosztották. III. Adalbert esetében ez a Marca obertenga volt, amely magában foglalta Lombardiát és Liguriát. A leszármazottak I. Oberto,  II. Oberto, I. Alberto Azzo és II. Alberto Azzo d'Este voltak.
II. Alberto Azzónak három fia volt: Folco, Guelfo és Ugo.
- A német ág a Welf-házzal IV. Guelfo d'Estétől származik, akit anyai nagybátyja, a  karintiai III. Guelfo fogadott örökbe, és őt követte Karintia hercegeként, megváltoztatva családi nevét, hogy megőrizze származását, amely egyébként nagybátyjával együtt kihalt volna. Guelfo 1070-ben Bajorország hercege lett, és létrehozta a Welf-ház kadét ágát, ahonnan a hannoveriek származtak, akik először Brunswick-Lüneburg, majd Brunswick hercegei voltak, Hannover, Nagy-Britannia, Írország királyai és Nagy-Britannia és Írország Egyesült Királysága királyai.
- Ugo Franciaországba költözött, és Maine régió grófja lett.
- Az Este-ház itáliai ága Folcóból indult ki, ahol 1859-ig a márkik és a hercegek egymást követték.

## Este márkik (1039)

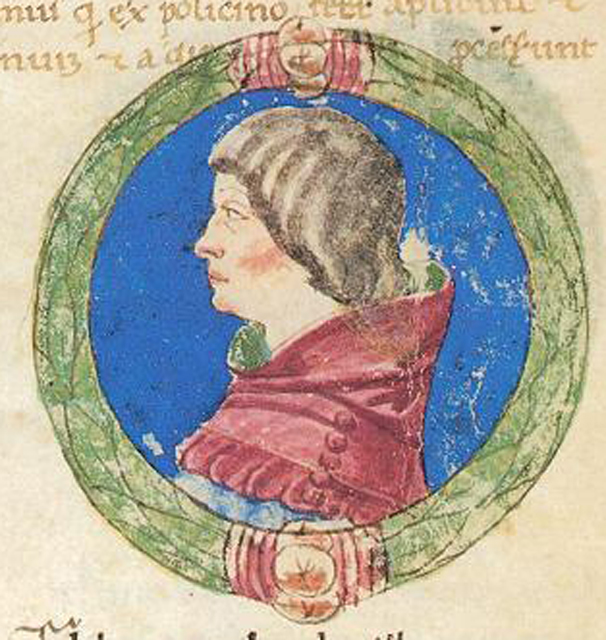
I.. Folco d'Este

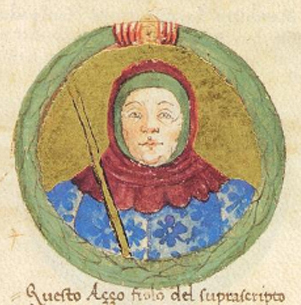
VI. Azzo d'Este

Az Este-család olasz ága I. Obertótól és fiától, II. Obertótól származik. II. Alberto Azzo d'Este, Lunigiana és Milánó grófja, Este és Rovigo ura, a család alapítója.

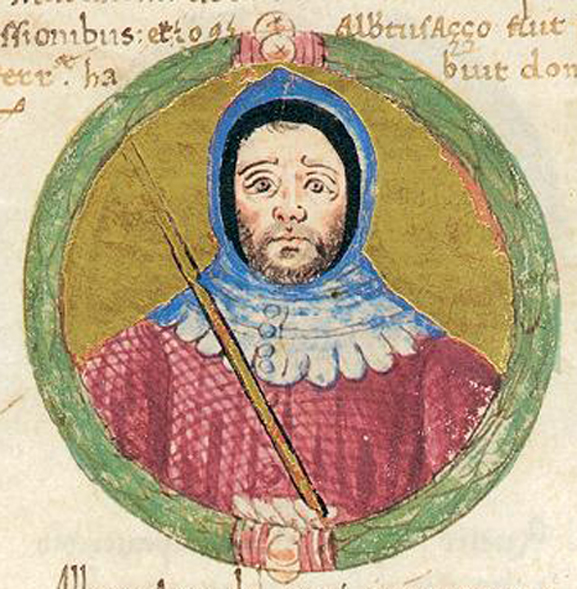
II. Alberto Azzo d'Este

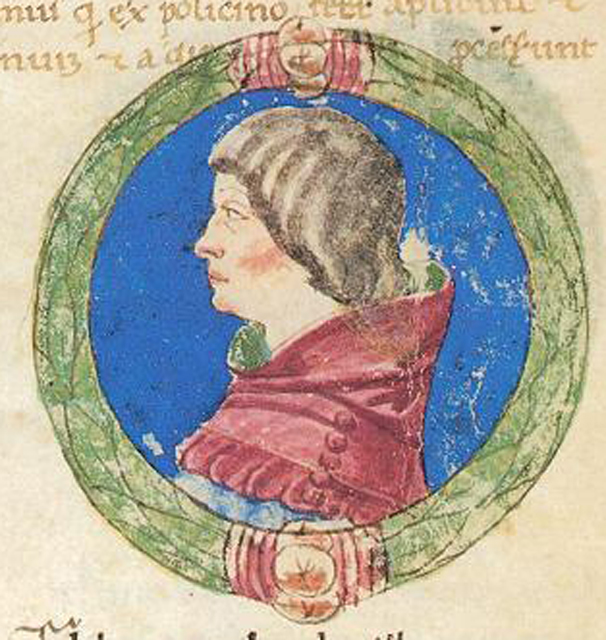
I. Folco d'Este

A dinasztia ezután II. Azzo másik fiával, I. Folco d'Estével folytatódott, akinek voltak nehézségei uralkodásának kezdetén, de apja rendelkezése, amely őt és leszármazottait az itáliai területek birtokában hagyta, azt jelentette, hogy a testvérek elköltöztek. Ugo Franciaországba, Guelfo pedig Németországba emigrált. Különböző családok versengtek abban az időszakban Ferrara területéért; ezek közül a Canossa család és a várost formálisan még mindig önkormányzat irányította. 1122 körül történt Ficarolónál a Pó első katasztrofális összeomlása, amelyet számos másik követett, és 1135-ben felépült az új San Giorgio-katedrális. A hatalmas helyi Salinguerra és Torelli családok versenyezni kezdtek a hatalomért; Emellett a megváltozott feltételekhez kapcsolódó gazdasági nehézségek is voltak, mind kereskedelmi (a Pó nyomvonalának elterelése), mind pedig a közelebbi hatalmi központokkal, mint például Bologna, Ravenna és Velence, vagy a viszonylag távolabbiak, mint Milánó és Firenze. 
Az Esték azzal az ígérettel kötötték meg magukat, hogy unokahúguk, Marchesella Adelardi, a Marchesella családból származó Adelardo Adelardi lánya házasságot köt VI. Azzo d'Estével, V. Azzo fiával és I. Obizzo unokaöccsével. A házasságot jegyese 1186-ban bekövetkezett korai halála miatt soha nem kötötték meg, így az Este-család örökölte az Adelardi család vagyonát, egyre nagyobb súlyt felvállalva a helyi erőviszonyokban. 
II. Alberto Azzo d'Este, aki 1097-ig volt hatalmon, Este város márkija  Ferrara első ura, Mantova és Verona polgármestere volt. Amíg Veronában tartózkodott, a Salinguerra család kiűzte az Este-családot Ferrarából; ezért VI. Azzo azon kapta magát, hogy Salinguerra Torellivel és Ezzelino II da Romanóval, szövetségesével kell megküzdenie. IV. Ottó német-római császár az ő javára állt, és fegyverszünetet kötött a szembenálló erők között. IV. Ottó császárt eközben kiközösítették, VI. Azzo pedig stratégiát váltva a pápa mellé állt, ezúttal II. Frigyes mellett harcolva, nagyon óvatosan zsonglőrködve a szövetségekkel. 1212-ben halt meg anélkül, hogy láthatta volna diplomáciájának hatásait.

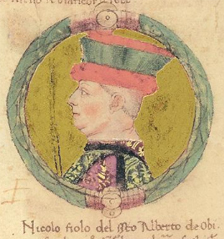
III. Niccolò d'Este

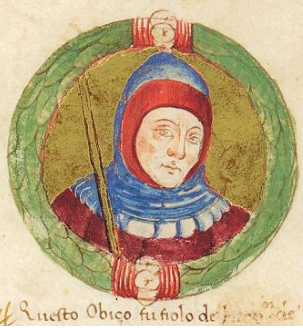
II. Obizzo d'Este

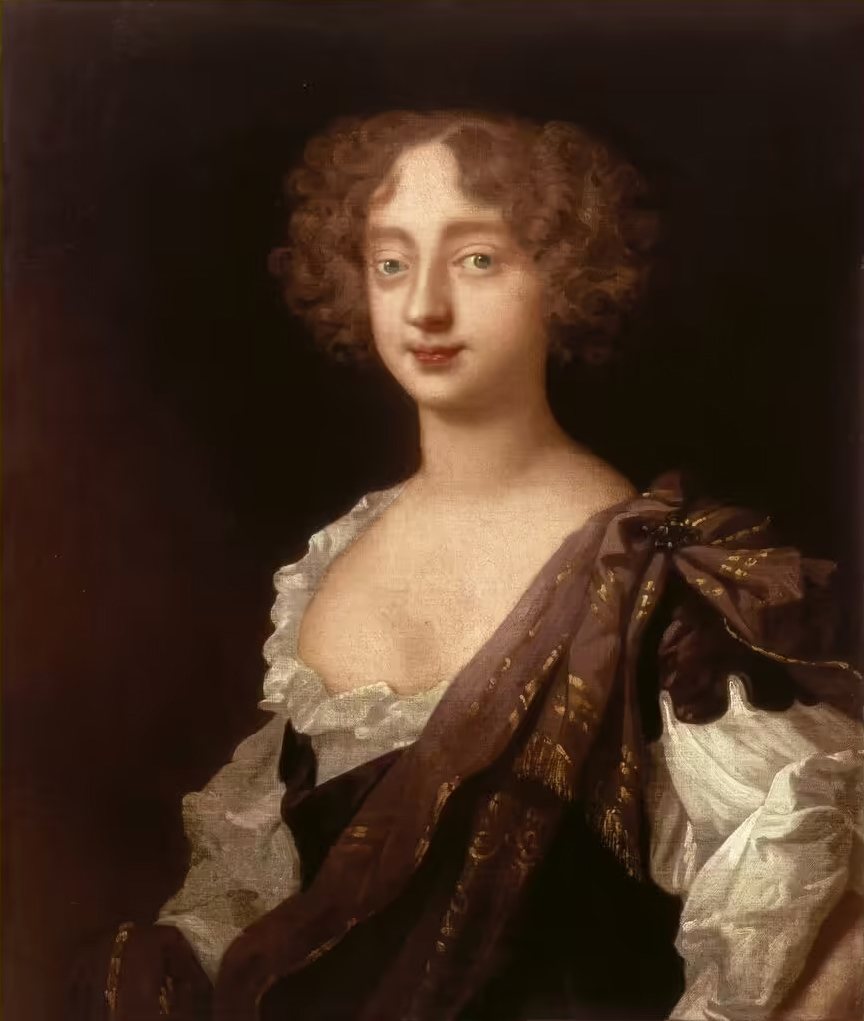
Charlotte Felicita, Brunswick-Lüneburg

A Welf-ház eredete csak az Estékkel volt közös, amelyet II. Alberto Azzo d'Este (1009–1097), I. Alberto Azzo fia képviselt, akit a bajor guelf hercegek ősének tartanak, a grófok, majd Brunswick-Lüneburg hercegei, Szász-Lauenburg hercegei és a hannoveri választófejedelmek, akiktől Nagy-Britannia és Írország királyai származtak. Carlotta Felicita Brunswick-Lüneburgból (1671–1710) feleségül vette Rinaldo d'Estét, és 600 év után újra egyesítette az eredeti ház két ágát. A Welfenek közül néhány fontos tagra emlékezhetünk:
- IV. Guelfo d'Este (? –1101) Bajorország hercege
- IX. Bajor Henrik (1074–1126) Bajorország hercege
- X. Bajor Henrik (1108 k.–1139) Bajorország és Szászország hercege
- III. Henrik szász herceg az Oroszlán (1129–1195) Bajorország és Szászország hercege
- Winchesteri Vilmos (1184–1213) Luneburg ura
- I. Ottó Brunswick-Lüneburg (1204–1252) Brunswick-Lüneburg első hercege
- I. Albert Brunswick-Lüneburg (1236–1279) Brunswick-Lüneburg hercege
- I. Magnus Brunswick-Wolfenbüttel (1304–1369) Brunswick-Lüneburg hercege
- II. Magnus Brunswick-Wolfenbüttel (1328–1373) Brunswick-Lüneburg hercege
- I. Bernardo Brunswick-Lüneburg (1362–1434) Brunswick-Lüneburg hercege
- I. Ernő Brunswick-Lüneburg (1497–1546) Brunswick-Lüneburg hercege
- Brunswick-Lüneburgi ifj. Vilmos (1535–1592) Brunswick-Lüneburg hercege
- Brunswick-Lüneburgi György (1582–1641) Brunswick-Lüneburg hercege
- Brunswick-Lüneburgi János Frigyes (1625–1679) Brunswick és Calenberg hercege
- Brunswick-Lüneburgi Ernő Auguszt (1629–1698) Brunswick és Calenberg hercege, Hannover választófejedelme, Sofia del Palatinato, Stuart Erzsébet leányának férje
- I. György brit király (1660–1727) hannoveri választófejedelem (1698–1727), 1714-től Nagy-Britannia és Írország királya
- I. Ernő Auguszt hannoveri király (1771–1851) Hannover királya 1837-től, az Egyesült Királyságtóli elszakadás után

## Fordítás
- Ez a szócikk részben vagy egészben  az   Este című olasz Wikipédia-szócikk ezen változatának fordításán alapul.  Az eredeti cikk szerkesztőit annak laptörténete sorolja fel. Ez a jelzés csupán a megfogalmazás eredetét és a szerzői jogokat jelzi, nem szolgál a cikkben szereplő információk forrásmegjelöléseként.